# Echo24 (Czechy)
Echo24 – czeski portal informacyjny, określający się jako medium prawicowe i liberalno-konserwatywne.
Według stanu na 2020 rok funkcję redaktora naczelnego pełni Dalibor Balšínek.
W ciągu miesiąca witryna generuje blisko ok. 5 mln odsłon (stan na 2020 rok). Serwis był notowany w rankingu Alexa globalnie na miejscu: 48 427 (styczeń 2021), w Czechach: 335 (styczeń 2021).